# Albumy numer jeden w roku 2019 (Litwa)
Notowania Albumų Top 100 publikowane i kompletowane są przez organizację Agata w oparciu o cotygodniowe wyniki sprzedaży cyfrowej i fizycznej albumów na Litwie, a także częstotliwość odtwarzania albumów w serwisach streamingowych takich jak; Spotify, Deezer, Apple Music, iTunes, Google Play i Shazam. Poniżej znajduje się tabela prezentująca najpopularniejsze albumy w danych tygodniach w roku 2019.
W 2019 od kiedy lista była publikowana siedemnaście albumów różnych artystów osiągnęło szczyt litewskiego notowania kompletowanego przez organizację Agata.

## Historia notowania
| Data            | Okres sprzedaży                        | Album                                    | Wykonawca          | Źródło |
| --------------- | -------------------------------------- | ---------------------------------------- | ------------------ | ------ |
| 4 stycznia      | 28 grudnia 2018 – 3 stycznia 2019      | Don’t Smile at Me                        | Billie Eilish      | [ 3 ]  |
| 11 stycznia     | 4 stycznia – 10 stycznia 2019          | Don’t Smile at Me                        | Billie Eilish      | [ 4 ]  |
| 18 stycznia     | 11 stycznia – 17 stycznia 2019         | Don’t Smile at Me                        | Billie Eilish      | [ 5 ]  |
| 25 stycznia     | 18 stycznia – 24 stycznia 2019         | Pick Up Line                             | Free Finga         | [ 6 ]  |
| 1 lutego        | 25 stycznia – 31 stycznia 2019         | Pick Up Line                             | Free Finga         | [ 7 ]  |
| 8 lutego        | 1 lutego – 7 lutego 2019               | Don’t Smile at Me                        | Billie Eilish      | [ 8 ]  |
| 15 lutego       | 8 lutego – 14 lutego 2019              | Thank U, Next                            | Ariana Grande      | [ 9 ]  |
| 22 lutego       | 15 lutego – 21 lutego 2019             | Thank U, Next                            | Ariana Grande      | [ 10 ] |
| 28 lutego       | 22 lutego – 28 lutego 2019             | Thank U, Next                            | Ariana Grande      | [ 11 ] |
| 8 marca         | 1 marca – 7 marca 2019                 | Thank U, Next                            | Ariana Grande      | [ 12 ] |
| 15 marca        | 8 marca – 14 marca 2019                | Thank U, Next                            | Ariana Grande      | [ 13 ] |
| 22 marca        | 15 marca – 21 marca 2019               | Thank U, Next                            | Ariana Grande      | [ 14 ] |
| 29 marca        | 22 marca – 28 marca 2019               | Thank U, Next                            | Ariana Grande      | [ 15 ] |
| 5 kwietnia      | 29 marca – 4 kwietnia 2019             | When We All Fall Asleep, Where Do We Go? | Billie Eilish      | [ 16 ] |
| 12 kwietnia     | 5 kwietnia – 11 kwietnia 2019          | Thank U, Next                            | Ariana Grande      | [ 17 ] |
| 19 kwietnia     | 12 kwietnia – 18 kwietnia 2019         | Map of the Soul: Persona                 | BTS                | [ 18 ] |
| 26 kwietnia     | 19 kwietnia – 25 kwietnia 2019         | Map of the Soul: Persona                 | BTS                | [ 19 ] |
| 3 maja          | 26 kwietnia – 2 maja 2019              | Map of the Soul: Persona                 | BTS                | [ 20 ] |
| 10 maja         | 3 maja – 9 maja 2019                   | Map of the Soul: Persona                 | BTS                | [ 21 ] |
| 17 maja         | 10 maja – 16 maja 2019                 | H8                                       | Ba.                | [ 22 ] |
| 24 maja         | 17 maja – 23 maja 2019                 | Igor                                     | Tyler, the Creator | [ 23 ] |
| 31 maja         | 24 maja – 30 maja 2019                 | Igor                                     | Tyler, the Creator | [ 24 ] |
| 10 czerwca      | 31 maja – 6 czerwca 2019               | Igor                                     | Tyler, the Creator | [ 25 ] |
| 14 czerwca      | 7 czerwca – 13 czerwca 2019            | Tim                                      | Avicii             | [ 26 ] |
| 21 czerwca      | 14 czerwca – 20 czerwca 2019           | H8                                       | Ba.                | [ 27 ] |
| 1 lipca         | 21 czerwca – 27 czerwca 2019           | 7                                        | Lil Nas X          | [ 28 ] |
| 5 lipca         | 28 czerwca – 4 lipca 2019              | 7                                        | Lil Nas X          | [ 29 ] |
| 12 lipca        | 5 lipca – 11 lipca 2019                | 7                                        | Lil Nas X          | [ 30 ] |
| 22 lipca        | 12 lipca – 18 lipca 2019               | No.6 Collaborations Project              | Ed Sheeran         | [ 31 ] |
| 26 lipca        | 19 lipca – 25 lipca 2019               | No.6 Collaborations Project              | Ed Sheeran         | [ 32 ] |
| 3 sierpnia      | 26 lipca – 1 sierpnia 2019             | No.6 Collaborations Project              | Ed Sheeran         | [ 33 ] |
| 9 sierpnia      | 2 sierpnia – 8 sierpnia 2019           | No.6 Collaborations Project              | Ed Sheeran         | [ 34 ] |
| 16 sierpnia     | 9 sierpnia – 15 sierpnia 2019          | No.6 Collaborations Project              | Ed Sheeran         | [ 35 ] |
| 26 sierpnia     | 16 sierpnia – 22 sierpnia 2019         | No.6 Collaborations Project              | Ed Sheeran         | [ 36 ] |
| 2 września      | 23 sierpnia – 29 sierpnia 2019         | Lover                                    | Taylor Swift       | [ 37 ] |
| 9 września      | 30 sierpnia – 5 września 2019          | Norman Fucking Rockwell                  | Lana Del Rey       | [ 38 ] |
| 16 września     | 6 września – 12 września 2019          | Hollywood’s Bleeding                     | Post Malone        | [ 39 ] |
| 23 września     | 13 września – 19 września 2019         | Hollywood’s Bleeding                     | Post Malone        | [ 40 ] |
| 27 września     | 20 września – 26 września 2019         | Hollywood’s Bleeding                     | Post Malone        | [ 41 ] |
| 4 października  | 27 września – 3 października 2019      | Hollywood’s Bleeding                     | Post Malone        | [ 42 ] |
| 14 października | 4 października – 10 października 2019  | Hollywood’s Bleeding                     | Post Malone        | [ 43 ] |
| 21 października | 11 października – 20 października 2019 | Hollywood’s Bleeding                     | Post Malone        | [ 44 ] |
| 26 października | 18 października – 24 października 2019 | Pasiduodu Sau                            | GJan               | [ 45 ] |
| 4 listopada     | 25 października – 31 października 2019 | Viskas                                   | Lilas ir Innomine  | [ 46 ] |
| 11 listopada    | 1 listopada – 7 listopada 2019         | Viskas                                   | Lilas ir Innomine  | [ 47 ] |
| 15 listopada    | 8 listopada – 14 listopada 2019        | Viskas                                   | Lilas ir Innomine  | [ 48 ] |
| 22 listopada    | 15 listopada – 21 listopada 2019       | Viskas                                   | Lilas ir Innomine  | [ 49 ] |
| 29 listopada    | 22 listopada – 28 listopada 2019       | Viskas                                   | Lilas ir Innomine  | [ 50 ] |
| 6 grudnia       | 29 listopada – 5 grudnia 2019          | When We All Fall Asleep, Where Do We Go? | Billie Eilish      | [ 51 ] |
| 13 grudnia      | 6 grudnia – 12 grudnia 2019            | When We All Fall Asleep, Where Do We Go? | Billie Eilish      | [ 52 ] |
| 20 grudnia      | 13 grudnia – 19 grudnia 2019           | Fine Line                                | Harry Styles       | [ 53 ] |
| 27 grudnia      | 20 grudnia – 26 grudnia 2019           | Christmas                                | Michael Bublé      | [ 54 ] |